# 酢酸ニッケル(II)
酢酸ニッケル(II)（さくさんニッケル、英: Nickel(II) acetate）はニッケルの酢酸塩で、化学式はNi(CH3COO)2。電気めっきなどに利用される。
ニッケルまたは炭酸ニッケル(II)と酢酸とを反応させて得られる。
{\displaystyle {\ce {Ni\ + CH3COOH -> C4H6NiO4\ + H2O}}}
{\displaystyle {\ce {NiCO3\ + CH3COOH -> C4H6NiO4\ + CO2\ + H2O}}}
緑色の結晶である四水和物はX線回折により、ニッケル原子を4つの水分子と2つの酢酸分子が囲む八面体形の結晶であることが解明された。
無水物は真空下で、無水酢酸と反応させるか加熱することにより得られる。

## 安全性
発癌性および皮膚への刺激性がある。